# Bernart Arnaut de Moncuc
Bernart Arnaut de Moncuc (fl. XIII secolo) è stato un trovatore che scrisse in lingua occitana, forse cavaliere del maniero di Montcuc (Quercy).
Bernart Arnaut de Moncuc compose un sirventes, Er quan li rozier, forse, secondo Diez, nella primavera del 1213, anteriore alla battaglia di Muret (durante il periodo della crociata albigese) dove satireggia Giovanni per la sua dilazionata e poco bellicosa attitudine nel non riuscire a sostenere suo cognato Raimondo VI, conte di Tolosa (sposato per la quarta volta nel 1196 con Giovanna, figlia di Enrico II e sorella di Riccardo Cuor di Leone).